# Speed of Light
"Speed of Light" pjesma je britanskog heavy metal sastava Iron Maiden s njegovog šesnaestog studijskog albuma, The Book of Souls. Glazbeni spot za skladbu bio je objavljen 14. kolovoza 2015. te je skladba bila dostupna za digitalno preuzimanje, ali i objavljena u CD inačici isključivo u trgovinama Best Buy u SAD-u.

## Glazbeni spot
Režiser i producent glazbenog spota za skladbu bio je Llexi Leon, autor strip-serijala Eternal Descent, kao i istoimene virtualne skupine. Video je "'posvećen' četirima desetljećima igranja videoigara" i prati maskotu grupe, Eddieja, dok putuje "kroz tridesetipetogodišnju povijest videoigara". Vizualne efekte načinio je The Brewery, koji je prethodno radio na filmovima Sex & Drugs & Rock & Roll (iz 2010.) i Spike Island (iz 2012.), ali i na televizijskoj seriji Fleming: The Man Who Would Be Bond (iz 2014. godine).

## Popis pjesama
| 1.   | »Speed of Light« | Adrian Smith, Bruce Dickinson | 5:03 |
| 5:03 |                  |                               |      |

## Zasluge
Iron Maiden
- Bruce Dickinson – vokali
- Dave Murray – gitara
- Janick Gers – gitara
- Adrian Smith – gitara
- Steve Harris – bas-gitara, produkcija
- Nicko McBrain – bubnjevi

Ostalo osoblje
- Kevin Shirley – produkcija, miksanje